# 中间光尾鲨
中间光尾鲨（学名：Apristurus internatus），是猫鲨科光尾鲨属一种，分布于东海的深海海域。

## 形态特征
全长402-416毫米。身体柔软，呈黑灰色。体型延长，前部平扁，后部侧扁。